# Explozie

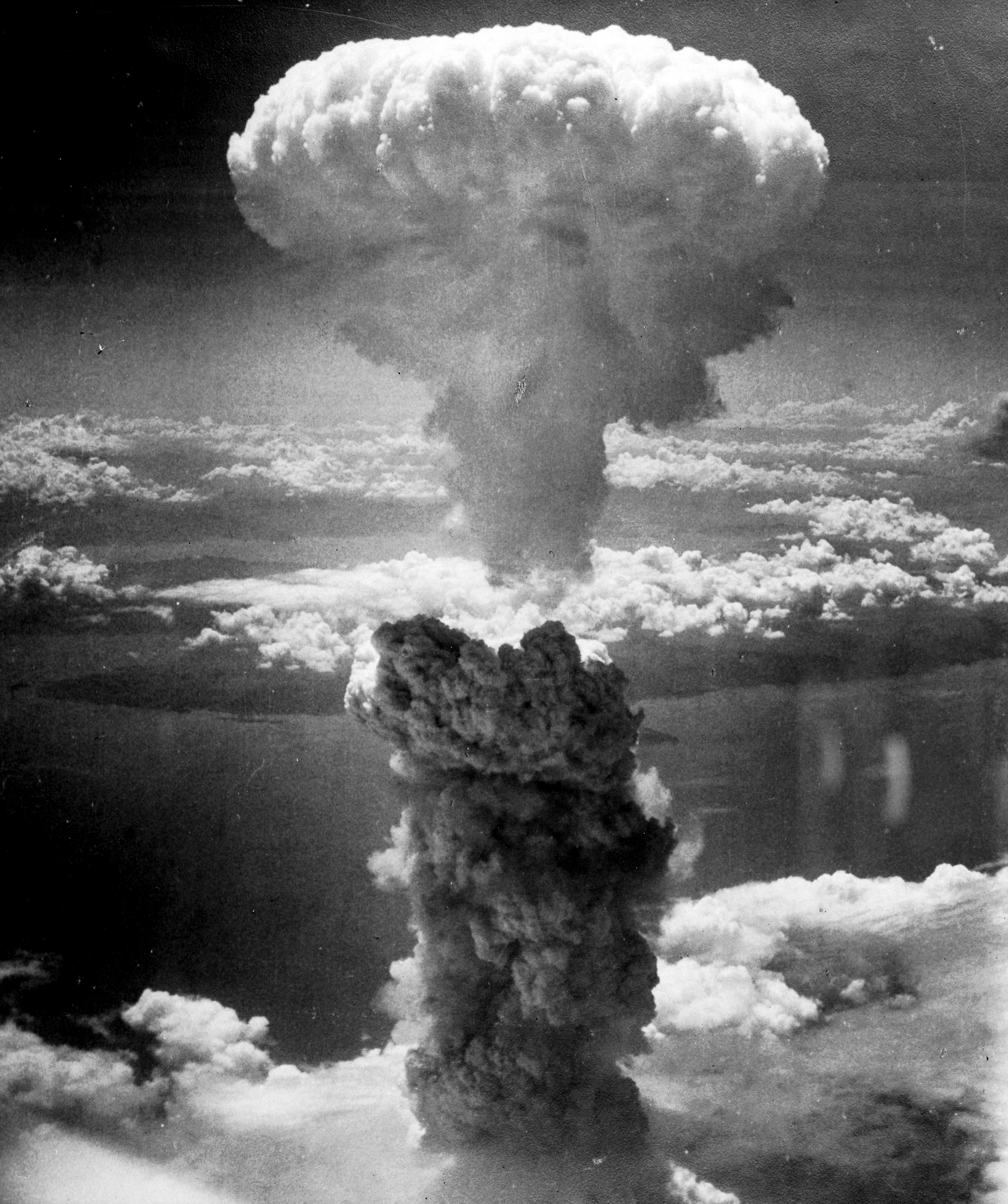
Explozia atomică de la Nagasaki

Explozia (din fr. explosion, lat. explosio) este un proces fizico-chimic de ardere cu descompunere foarte rapidă, violentă, a substanțelor explozive și de transformare a lor în alți compuși, mai simpli, ea fiind însoțită de efecte intense mecanice, sonore, termice și luminoase. Efectul exploziei și aplicația ei poate fi întâlnită în minerit, la motoarele cu ardere internă, armele de foc etc.